# Wraysbury
Wraysbury est une paroisse civile et un village du Berkshire, en Angleterre. Il a fait partie du Buckinghamshire jusqu'à ce que la frontière change en 1974, étant alors transféré dans le Berkshire.